# Impasse de la Boule-Rouge
L'impasse de la Boule-Rouge est une voie privée du 9e arrondissement de Paris, en France.

## Origine du nom
Le nom est dû au voisinage de la rue de la Boule-Rouge.

## Historique
Cette voie, qui existe depuis le début du XIXe siècle, a été raccordée à l'assainissement public par un arrêté municipal du 28 février 1986.